# Шандор Биро
Шандор Биро (мађ. Bíró Sándor; Физешабоњ, 19. август 1911 — Будимпешта, 7. октобар 1988) био је мађарски фудбалер, који је играо на позицији бека.
Играо је за репрезентацију Мађарске 54 пута између 1932. и 1946. и играо је у све четири утакмице Мађарске на Светском првенству 1938, укључујући финале против Италије.
Између јула 1933. и јуна 1938. играо је за фудбалски клуб МТК. После Светског првенства 1938. играо је у пријатељској утакмици за Мађарску против Шкотске 7. децембра 1938.